# Петур Ормслев
Петур Ормслев (ісл. Pétur Ormslev, нар. 28 липня 1958, Рейк'явік) — ісландський футболіст, що грав на позиції півзахисника за клуби «Фрам» і «Фортуна» (Дюссельдорф), а також за національну збірну Ісландії. По завершенні ігрової кар'єри — тренер.

## Клубна кар'єра
У дорослому футболі дебютував 1975 року виступами за команду «Фрам», в якій провів шість сезонів, взявши участь у 93 матчах чемпіонату. У складі «Фрама» був одним з головних бомбардирів команди, маючи середню результативність на рівні 0,34 гола за гру першості.
Своєю грою за цю команду привернув увагу представників тренерського штабу західнонімецької «Фортуни» (Дюссельдорф), до складу якої приєднався 1981 року. Відіграв за клуб з Дюссельдорфа наступні три сезони своєї ігрової кар'єри. Спочатку з'являвся на полі у складі німецької команди лише епізодично, згодом частіше, утім вище статусу гравця ротації не піднявся.
1985 року повернувся до «Фрам», за який відіграв ще дев'ять сезонів до завершення професійної кар'єри у 1993 році. Тричі, у 1986, 1988 і 1990 роках, допомогав рідній команді вигравати футбольну першість Ісландії, а 1987 року із 12-ма забитими голами ставав найкращим бомбардиром чемпіонату країни.

## Виступи за збірну
1979 року дебютував в офіційних матчах у складі національної збірної Ісландії.
Загалом протягом кар'єри у національній команді, яка тривала 13 років, провів у її формі 41 матч, забивши 5 голів.

## Кар'єра тренера
Розпочав тренерську кар'єру невдовзі по завершенні кар'єри гравця, 1994 року, очоливши тренерський штаб клубу «Акурейрі».
Згодом протягом 1996–1997 років очолював команду «Гапнарфйордура», а протягом 2001–2002 років працював з рідним «Фрамом».

## Статистика виступів

### Статистика виступів за збірну
| Дата       | Місто          | Господарі          | Результат | Гості             | Турнір             | Голи | Примітки |
| ---------- | -------------- | ------------------ | --------- | ----------------- | ------------------ | ---- | -------- |
| 26-5-1979  | Рейк'явік      | Ісландія           | 1 – 3     | ФРН               | товариський матч   | -    | 59'      |
| 30-6-1980  | Акурейрі       | Ісландія           | 2 – 1     | Фарерські острови | товариський матч   | -    |          |
| 3-7-1980   | Гусавік        | Гренландія         | 1 – 4     | Ісландія          | товариський матч   | -    |          |
| 14-7-1980  | Осло           | Норвегія           | 3 – 1     | Ісландія          | товариський матч   | -    |          |
| 17-7-1980  | Гальмстад      | Швеція             | 1 – 1     | Ісландія          | товариський матч   | -    |          |
| 3-9-1980   | Рейк'явік      | Ісландія           | 1 – 2     | СРСР              | Відбір до ЧС 1982  | -    | 26'      |
| 22-8-1981  | Рейк'явік      | Ісландія           | 3 – 0     | Нігерія           | товариський матч   | -    |          |
| 26-8-1981  | Копенгаген     | Данія              | 3 – 0     | Ісландія          | товариський матч   | -    | 83'      |
| 9-9-1981   | Рейк'явік      | Ісландія           | 2 – 0     | Туреччина         | Відбір до ЧС 1982  | -    |          |
| 23-9-1981  | Рейк'явік      | Ісландія           | 1 – 1     | Чехословаччина    | Відбір до ЧС 1982  | 1    | 6' 80'   |
| 14-10-1981 | Суонсі         | Уельс              | 2 – 2     | Ісландія          | Відбір до ЧС 1982  | -    | ?'       |
| 2-6-1982   | Рейк'явік      | Ісландія           | 1 – 1     | Англія            | товариський матч   | -    |          |
| 5-6-1982   | Мессіна        | Мальта             | 2 – 1     | Ісландія          | Відбір до ЧЄ 1984  | -    |          |
| 1-9-1982   | Рейк'явік      | Ісландія           | 1 – 1     | Нідерланди        | Відбір до ЧЄ 1984  | -    |          |
| 13-10-1982 | Дублін         | Ірландія           | 2 – 0     | Ісландія          | Відбір до ЧЄ 1984  | -    | 43'      |
| 5-6-1983   | Рейк'явік      | Ісландія           | 1 – 0     | Мальта            | Відбір до ЧЄ 1984  | -    |          |
| 7-9-1983   | Гронінген      | Нідерланди         | 3 – 0     | Ісландія          | Відбір до ЧЄ 1984  | -    |          |
| 21-9-1983  | Рейк'явік      | Ісландія           | 0 – 3     | Ірландія          | Відбір до ЧЄ 1984  | -    |          |
| 20-6-1984  | Рейк'явік      | Ісландія           | 0 – 1     | Норвегія          | товариський матч   | -    |          |
| 11-3-1986  | Манама         | Бахрейн            | 2 – 1     | Ісландія          | товариський матч   | -    |          |
| 15-3-1986  | Манама         | Бахрейн            | 0 – 2     | Ісландія          | товариський матч   | -    | 46'      |
| 19-3-1986  | Ель-Кувейт     | Кувейт             | 1 – 0     | Ісландія          | товариський матч   | -    |          |
| 25-5-1986  | Рейк'явік      | Ісландія           | 1 – 2     | Ірландія          | Товариський турнір | -    |          |
| 29-5-1986  | Рейк'явік      | Ісландія           | 1 – 2     | Чехословаччина    | Товариський турнір | -    | 62'      |
| 29-10-1986 | Хемніц         | НДР                | 2 – 0     | Ісландія          | Відбір до ЧЄ 1988  | -    | 24'      |
| 9-9-1987   | Рейк'явік      | Ісландія           | 2 – 1     | Норвегія          | Відбір до ЧЄ 1988  | 1    | 60'      |
| 4-5-1988   | Будапешт       | Угорщина           | 3 – 0     | Ісландія          | товариський матч   | -    |          |
| 7-8-1988   | Рейк'явік      | Ісландія           | 2 – 3     | Болгарія          | товариський матч   | 2    | 6' 17'   |
| 18-8-1988  | Рейк'явік      | Ісландія           | 0 – 1     | Швеція            | товариський матч   | -    | 46'      |
| 31-8-1988  | Рейк'явік      | Ісландія           | 1 – 1     | СРСР              | Відбір до ЧС 1990  | -    |          |
| 21-9-1988  | Рейк'явік      | Ісландія           | 0 – 3     | Угорщина          | товариський матч   | -    | 80'      |
| 28-3-1990  | Еш-сюр-Альзетт | Люксембург         | 1 – 2     | Ісландія          | товариський матч   | -    | 79'      |
| 3-4-1990   | Гамільтон      | Бермудські Острови | 0 – 4     | Ісландія          | товариський матч   | 1    | 14'      |
| 8-4-1990   | Сент-Луїс      | США                | 4 – 1     | Ісландія          | товариський матч   | -    | 62'      |
| 30-5-1990  | Рейк'явік      | Ісландія           | 2 – 0     | Албанія           | Відбір до ЧЄ 1992  | -    |          |
| 8-8-1990   | Торсгавн       | Фарерські острови  | 2 – 3     | Ісландія          | товариський матч   | -    |          |
| 5-9-1990   | Рейк'явік      | Ісландія           | 1 – 2     | Франція           | Відбір до ЧЄ 1992  | -    | 63'      |
| 26-9-1990  | Кошиці         | Чехословаччина     | 1 – 0     | Ісландія          | Відбір до ЧЄ 1992  | -    | 76'      |
| 10-10-1990 | Севілья        | Іспанія            | 2 – 1     | Ісландія          | Відбір до ЧЄ 1992  | -    | ?'       |
| 25-9-1991  | Рейк'явік      | Ісландія           | 2 – 0     | Іспанія           | Відбір до ЧЄ 1992  | -    |          |
| 20-11-1991 | Париж          | Франція            | 3 – 1     | Ісландія          | Відбір до ЧЄ 1992  | -    |          |
| Усього     |                | Матчів             | 41        |                   | Голів              | 5    |          |

## Титули і досягнення
- Чемпіон Ісландії (3):

«Фрам»: 1986, 1988, 1990
- Володар Кубка Ісландії (5):

«Фрам»: 1979, 1980, 1985, 1987, 1989
- Володар Суперкубка Ісландії (3):

«Фрам»: 1985, 1986, 1989
- Найкращий бомбардир чемпіонату Ісландії (3):

1987 (12 голів)